# Auxa scriptidorsis
Auxa scriptidorsis är en skalbaggsart som beskrevs av Leon Fairmaire 1897. Auxa scriptidorsis ingår i släktet Auxa och familjen långhorningar.
Artens utbredningsområde är Madagaskar. Inga underarter finns listade.